# フィルハーモニア・チューリッヒ
フィルハーモニア・チューリッヒ（Philharmonia Zürich）は、チューリッヒ歌劇場専属のオーケストラである。団員数116名。

## 概要
1985年以来、チューリッヒ歌劇場管弦楽団（Orchester der Oper Zürich）の名で活動していた。2012年にアンドレアス・ホモキが劇場総支配人に、ファビオ・ルイージが音楽総監督にそれぞれ就任し、歌劇場のみならずオーケストラ独自の活動も新たに展開するにあたり、フィルハーモニア・チューリッヒに名称が変更された。

## 沿革

### トーンハレ協会の設立まで
フィルハーモニア・チューリッヒの歴史は、チューリッヒ・トーンハレ管弦楽団と密接な関係を持つ。
チューリッヒでは1834年から、チューリッヒ最初の常設劇場であるアクティエン（株式）劇場（Aktientheater）でオペラが上演されていたが、1890年を迎えたその夜、この劇場は火災で焼失した。アクティエン劇場では1850年代初め、リヒャルト・ワーグナーが自身の指揮で『さまよえるオランダ人』『タンホイザー』を上演した。ワーグナーの作品上演のために、オーケストラは30人だったのが70人にまで増員された。1851年、ワーグナーは、チューリッヒの音楽生活改善を提案する「チューリッヒにおける劇場 (Ein Theater in Zürich)」という論文を発表した。1853年、市民音楽協会（Allgemeine Musikgesellschaft, AMG）主催による、第1回ワーグナー音楽祭がアクティエン劇場で催された。
1861年、AMGとアクティエン劇場で常時演奏している31名のプロ音楽家によるアンサンブルのために、オーケストラ協会（Orchesterverein）が創設される。
1867年、現在のチューリッヒ歌劇場が建つ場所にあった旧穀物倉庫（alte Kornhaus）が音楽ホール「トーンハレ（Tonhalle）」に改築され、スイス音楽祭が催される。
1868年、トーンハレ協会（Tonhalle-Gesellschaft）設立により、AMGは解散した。トーンハレ協会のオーケストラは、新しく建てられたトーンハレ大ホールにおいて、初代首席指揮者フリードリヒ・ヘーガーとその友人ヨハネス・ブラームスを指揮者に迎え、優れた演奏を行う。その後も、作曲家フェルッチョ・ブゾーニ及び後にトーンハレ首席指揮者となるフォルクマール・アンドレーエとともに、さらに質の高い演奏を続けていく。

### 市立劇場
1891年に建てられた市立劇場（Stadttheater）では、リヒャルト・シュトラウスや若き日のヴィルヘルム・フルトヴェングラーがオーケストラを導く。シュトラウスは次作の舞台作品を数多くチューリッヒで指揮、上演した。ナチス時代には、ドイツやオーストリアから追放、あるいは忌避されていた作曲家たちの作品、アルバン・ベルクの『ルル』、パウル・ヒンデミットの『画家マティス』などが初演された。またオペレッタの分野でも、当時名指しで誹謗されていたユダヤ系作曲家たち、例えばラルフ・ベナツキー、オスカー・シュトラウス、パウル・アブラハム、エメリッヒ・カールマンなどの作品を率先して取り上げた。その他にも、チューリッヒ歌劇場（Opernhaus Zürich：1964年以来、市立劇場（Stadttheater）はこう呼ばれた）では、20世紀の重要な作品の初演が数多く行われた。
1944年、チューリッヒにあったラジオ・オーケストラがSRG（当時のスイスラジオ放送局 Schweizerische Rundspruchgesellschaft）を解雇され、チューリッヒ市長アドルフ・リュヒンガーの決断により、全てのラジオ・オーケストラ団員がトーンハレ協会のオーケストラに吸収される。142人からなるこのオーケストラは、コンサートのグループと劇場のグループに分けられ、その後チューリッヒ・トーンハレ＝テアター管弦楽団（Tonhalle-Theaterorchester Zürich, TTO）と呼ばれるようになる。契約及び仕事の環境は両グループともに対等であり、トーンハレ協会（Tonhalle-Gesellschaft）と劇場株式会社（Theater AG）の間で、公平なオーケストラの管理部門と役員委員会が設置された。
1946年、初めての女性ヴァイオリニストを雇用する。その後1968年までに、15人の女性演奏家が雇用契約されている。
TTOの劇場オーケストラ史上のハイライトは、1970年代、ニコラウス・アーノンクール指揮、ジャン＝ピエール・ポネル演出のモンテヴェルディ・モーツァルト・チクルスである。と同時に、フェルディナント・ライトナー（歌劇場音楽監督：1969年 - 1984年）、ネルロ・サンティ（音楽監督：1958年 - 1969年、その後は常任客演指揮者）などの指揮者たちに歌劇場のオーケストラは率いられる。

### オーケストラの分割
1985年、TTOはトーンハレ管弦楽団と歌劇場管弦楽団とに分かれる。この離別には1984年の歌劇場改築、またそれに先立つ1980年のチューリッヒ市の芸術に関する政治的議論とそれに対する若者たちの暴動が背景にある。
トーンハレ協会からの独立後、チューリッヒ歌劇場管弦楽団はスイス唯一の劇場専属オーケストラとなる。音楽監督ラルフ・ヴァイケルト（1985年 - 1992年）のもと、以前のTTO劇場グループは徐々に拡大されていき、例えば、年に6回前後のオーケストラ・コンサート（Philharmonische Konzerte）を開くなど、活動範囲も広げていく。
1994年、オーケストラの中に古楽器演奏のアンサンブル「ラ・シンティラ」（La Scintilla）が立ち上げられる。まもなくこの活動は劇場の仕事の中に組み入れられ、今日チューリッヒ歌劇場は、古楽器の特別なアンサンブルを、例えばニコラウス・アーノンクール、ウィリアム・クリスティ、クリストファー・ホグウッド、ジョヴァンニ・アントニーニのような古楽の分野の指揮者たちにいつでも提供でき、共演することができる。
1991年から2012年まで、劇場総支配人アレクサンダー・ペレイラはオーケストラの活動に大いに手腕を発揮し、フランツ・ウェルザー＝メストが首席指揮者（1995年 - 2008年、2005年からは音楽総監督）を務めていた間、歌劇場及びオーケストラが国際的な名声を得るべく力を注ぎ、数多くのDVD制作、テレビ録画などがなされた。多数の客演指揮者、リッカルド・シャイー、クリストフ・フォン・ドホナーニ、ウラジーミル・フェドセーエフ、ジョン・エリオット・ガーディナー、ヴァレリー・ゲルギエフ、ベルナルト・ハイティンク、ニコラウス・アーノンクール、ハインツ・ホリガー、ズービン・メータ、インゴ・メッツマッハー、ジョルジュ・プレートル、ネロ・サンティ、ラルフ・ヴァイケルト、イヴァン・フィッシャー、アダム・フィッシャーなどが招かれ、オーケストラと共演した。2009年から2012年までダニエレ・ガッティが首席指揮者を務める。
2000年/2001年シーズン、ドイツのオペラ誌『オーペルンヴェルト』（Opernwelt ）のアンケートにより「今年のベスト・オペラ・オーケストラ」に選ばれ、このオーケストラの力量と実績が国際的に知られることになる.
2007年9月、チューリッヒ歌劇場は初めての日本公演を行う。ウェルザー＝メスト指揮のもと、ヴェルディ『椿姫』、リヒャルト・シュトラウス『ばらの騎士』を上演、大好評を博す。音楽評論家、記者による「音楽の友、2007ベストコンサート」（音楽之友社刊）で第1位に選ばれる。
2014年、チューリッヒ歌劇場はイギリスの国際オペラアワード（International Opera Awards）より「年間最優秀オペラハウス」に選ばれた。

## 首席指揮者および音楽総監督
- 1985年 - 1992年 ラルフ・ヴァイケルト
- 1995年 - 2008年 フランツ・ウェルザー＝メスト
- 2009年 - 2012年 ダニエレ・ガッティ
- 2012年 - 2021年ファビオ・ルイージ
- 2021年 - ジャナンドレア・ノセダ

## オーケストラ・アカデミー
フィルハーモニア・チューリッヒの団員たちは、演奏と同時に教育者としての仕事もしている。オーケストラは15名の席をアカデミー生のために提供している。若い音楽家たちが将来プロの音楽家として活動する準備のため、2年間オーケストラの中で実地の経験を積む場所と機会を与えられている。チューリッヒ芸術大学マスター課程で「オーケストラ」を履修する学生にも、同様に現場で学ぶ機会が与えられている。

## 自主レーベル
2014年、フィルハーモニア・チューリッヒはオペラハウス株式会社とともに歌劇場独自のレーベル「フィルハーモニア・レコード」（Philharmonia Records）を設立した。2015年1月、オーケストラ30周年記念に、初めてのCD及びDVD制作が公表された。

### 2015年1月現在販売されているCD・DVD
- ベルリオーズ：『幻想交響曲』
- ワーグナー：前奏曲・間奏曲集
- ヴェルディ：『リゴレット』
- ラフマニノフ：ピアノ協奏曲全曲（ピアノ独奏：リーズ・ドゥ・ラ・サール） 2015年10月発売予定